# Praxedes
Praxedes, também Praxedis ou Praxede, foi uma santa tradicional cristã do século II.

## História
Pouco se sabe sobre a vida de Santa Praxedes e os poucos relatos existentes tem discrepâncias entre si. De acordo com a Legenda Áurea de Jacobus de Voragine, Praxedes era irmã de Santa Pudenciana, "São Donato" e São Timóteo. Durante uma das perseguições aos cristãos, as irmãs cuidavam de enterrar os corpos dos mártires e de distribuir comida aos mais pobres. O breve relato de Voragine afirma ainda que elas morreram em 165, "durante o reinado dos imperadores Marcus e Antonino II".
Sabine Baring-Gould, no verbete sobre São Novato, afirma que a "santa virgem" Praxedes era filha de São Pudêncio, irmã de Santa Pudenciana e que seus irmãos eram São Novato e São Timóteo. A morte de Novato aparece ali como sendo em 151.

## Local de sepultamento
Os restos mortais de Praxedes e Pudenciana foram enterrados na Catacumba de Priscila, conhecida como "rainha das catacumbas" pela quantidade de mártires e papas ali enterrados. Posteriormente, eles foram associados a uma igreja de Roma, Titulus Pudentis, presumivelmente chamada assim por conta do pai das irmãs, São Pudêncio, e que era conhecida também como Ecclesia Pudentiana, a atual igreja de Santa Pudenziana. De acordo com a Enciclopédia Católica, "As duas figuras femininas oferecendo suas coroas para Cristo no mosaico da abside de Santa Pudenziana são, provavelmente, Pudenciana e Praxedes".
No século IV, a igreja titular do Titulus Praxedis foi construída e foi associada à veneração de Santa Praxedes. As relíquias da santa e de sua irmão foram então transladadas para esta igreja, que foi reconstruída pelo papa Pascoal I (r. 817-824) e renomeada Santa Prassede.